# Valadares Gaia Futebol Clube
O Valadares Gaia Futebol Clube é um clube português localizado na freguesia de Valadares, concelho de Vila Nova de Gaia, distrito do Porto. O clube foi fundado em 17 de Junho de 2011 e o seu atual presidente é José Manuel Soares. Os seus jogos em casa são disputados no Complexo Desportivo de Valadares.

## História
Antecede do extinto Clube Futebol de Valadares fundado 1930-10-06 extinto 2011 os seus jogos eram disputados no velhinho campo Campo António Francisco Reis muitas tardes de gloria recebeu.   
O Valadares tem uma equipa feminina A e B equipa a participa no Campeonato Nacional Feminino BPI, tendo conquistado II Divisão Nacional Feminino da AF Porto, mas o triunfo maior conquistado foi a Supertaça Feminina Allianz em 2016. A equipa de futebol sénior, na época de 2013/14, sagrou-se campeã da Divisão de Honra da AF Porto.  

## Títulos
AF PORTO DIVISÃO DE HONRA 2013/14
AF PORTO 2ª DIVISÃO 2011/12
Feminino
Supertaça Feminina Allianz 2016